# 1974 en Grèce
Chronologie de la Grèce
- 1970
- 1971
- 1972
- 1973
- 1974
- 1975
- 1976
- 1977
- 1978

Cette page concerne les évènements survenus en 1974 en Grèce  :

## Évènements
- 15 juillet : Tentative de coup d'État à Chypre, par les colonels, avec pour objectif de renverser le gouvernement de Makários III en vue de rattacher l'île à la Grèce (Énosis). Elle conduit à l'invasion turque de Chypre, pour protéger la minorité turque.
- 21-22 juillet : Opération Niki : opération clandestine de transport aérien pendant l'invasion turque de Chypre, dans le but de transporter un bataillon de commandos grecs de Souda, en Crète, à Nicosie, à Chypre.
- 23 juillet : 
  - Fin de la dictature des colonels (1967-1974).
  - Fin du gouvernement Androutsópoulos.
- 24 juillet-21 novembre : Gouvernement Konstantínos Karamanlís V (gouvernement de transition vers la démocratie).
- 8 septembre : Le vol 841 de la TWA (en), reliant Tel Aviv à New York via Athènes et Rome , s'écrase en mer Ionienne. Une bombe a été placée à bord, occasionnant la mort des 88 personnes embarquées.
- 23-29 septembre : Festival du cinéma grec
- 17 novembre : Élections législatives
- 21 novembre : Gouvernement Konstantínos Karamanlís VI
- 8 décembre : Référendum pour le maintien de la république, mise en place à la fin de la dictature des colonels : la Troisième République est confirmée.
- 18 décembre : Élection présidentielle (en)

## Sortie de film
- Les Couleurs de l'iris
- Esmé, la petite Turque
- Kierion
- Mégara
- La Meurtrière
- Modelo
- Pavlos Melas
- The Rehearsal
- Sous un Prétexte dérisoire

## Sport
- Coupe de Grèce de football (1973-1974) (en)
- Coupe de Grèce de football (1974-1975) (en)
- Championnat de Grèce de football 1973-1974
- Championnat de Grèce de football 1974-1975

## Création
- Basilique Saint-André-Apôtre de Patras
- Cimetière militaire allemand de Máleme
- Démarrer - Organisation socialiste internationaliste (en) (parti politique)
- Fondation du folklore du Péloponnèse (en)
- Médaille de la bravoure (en)
- Métropole de Kesariani, Byron et Hymette
- Métropole de la Mésogée et de la Lauréotique
- Métropole de Mégare et Salamine
- Métropole de Néa Ionia et Philadelphie
- Métropole de Néa Smýrni
- Métropole de Péristérion
- Mouvement socialiste panhellénique (PASOK - parti politique)
- Nouvelle Démocratie (parti politique)
- Parc national de Prespa
- Union démocratique du centre (en) (parti politique)

## Naissance
- Frangískos Alvértis, basketteur.
- Konstantínos Chalkiás, footballeur.
- Theódoros Chatziantoníou, joueur de volley-ball.
- Réna Doúrou, gouverneure de l'Attique.
- Níkos Froúsos, footballeur.
- Konstantínos Karamanlís, personnalité politique.
- Fánis Kateryannákis, footballeur.
- Vicky Kaya, mannequin, actrice, présentatrice de télévision et entrepreneuse.
- Vassílios Kikílias, ministre.
- Panayiótis Liadélis, basketteur.
- Astérios Peltékis, acteur.
- Evangelía Psárra, archère.
- Aléxis Tsípras, Premier ministre.
- Stélios Yannakópoulos, footballeur.
- Andréas Zíkos, footballeur.

## Décès
- Douglas Hawkes, coureur automobile anglais.
- Michaḯl Tómbros, sculpteur.
- Kóstas Várnalis, écrivain et poète.